# Феаген из Мегар
Феаген (др.-греч. Θεαγένης) — древнегреческий тиран, военачальник, правивший городом Мегара во второй половине VII века до нашей эры. 
Происходил из Нисеи. Пришёл к власти, возглавив восстание земледельцев и ремесленников против родовой аристократии; в ходе восстания часть аристократии была лишена пастбищ и стад, изгнана и уничтожена. Общинные выгоны были возвращены демосу (народу), были отменены долговые проценты и даны политические права.
При поддержке Феагена его зять Килон, победитель Олимпийских игр, организовал мятеж в Афинах (с целью устроить тиранию и там), что привело к вторжению в Аттику мегарских войск (и, вероятно, захвату острова Саламин).
Во время правления Феагена были выведены колонии в Византии и Халкедоне, заключён военный союз с Милетом и Эгиной; против него с аристократией выступали Эвбея и Спарта, что в конечном счёте привело к низвержению Феагена олигархами и изгнанию (о природе которого Плутарх не упоминает) и установлению в Мегаре олигархической республики.